# Don't Stop Rappin'
Don't Stop Rappin' é o álbum de estreia do rapper Too Short, lançado em 1985 através da 75 Girls Records.
| Críticas profissionais                                                      | Críticas profissionais |
| Avaliações da crítica                                                       | Avaliações da crítica  |
| Fonte                                                                       | Avaliação              |
| --------------------------------------------------------------------------- | ---------------------- |
| Allmusic                                                                    | [ 1 ]                  |
| Esta tabela precisa de ser acompanhada por texto em prosa. Consulte o guia. |                        |

## Faixas
1. "Don't Stop Rappin'" - 12:27

2. "Female Funk" - 5:31

3. "Girl" - 9:01

4. "Playboy Short" - 9:26

5. "Shortrapp" - 7:13